# Conacul Sebes din Panic
Conacul Sebes este un monument istoric aflat pe teritoriul satului Panic; comuna Hereclean, județul Sălaj.

## Localitatea
Panic este un sat în comuna Hereclean din județul Sălaj, Transilvania, România. Satul Panic este atestat documentar în anul 1383, cu denumirea Panyit.

## Istoric și trăsături
Conacul a fost ridicat în anul 1834, în stil neoclasicist, la distanță mică față de Zalău, de fostul consilier al guvernatorului, Antal Sebes. Tânăra lui soție, Juliánna Orgovány, a trăit doar 21 de ani, date trecute pe piatra funerară aflată în biserica reformată. Primăria comunei Hereclean este în prezent proprietara imobilului, străjuit pe trei laturi de coloane, decorate în partea de sus cu capiteluri, ce susțin acoperișul. Clădirea a trecut printr-o reparație capitală și a fost transformată în cămin cultural.

## Imagini

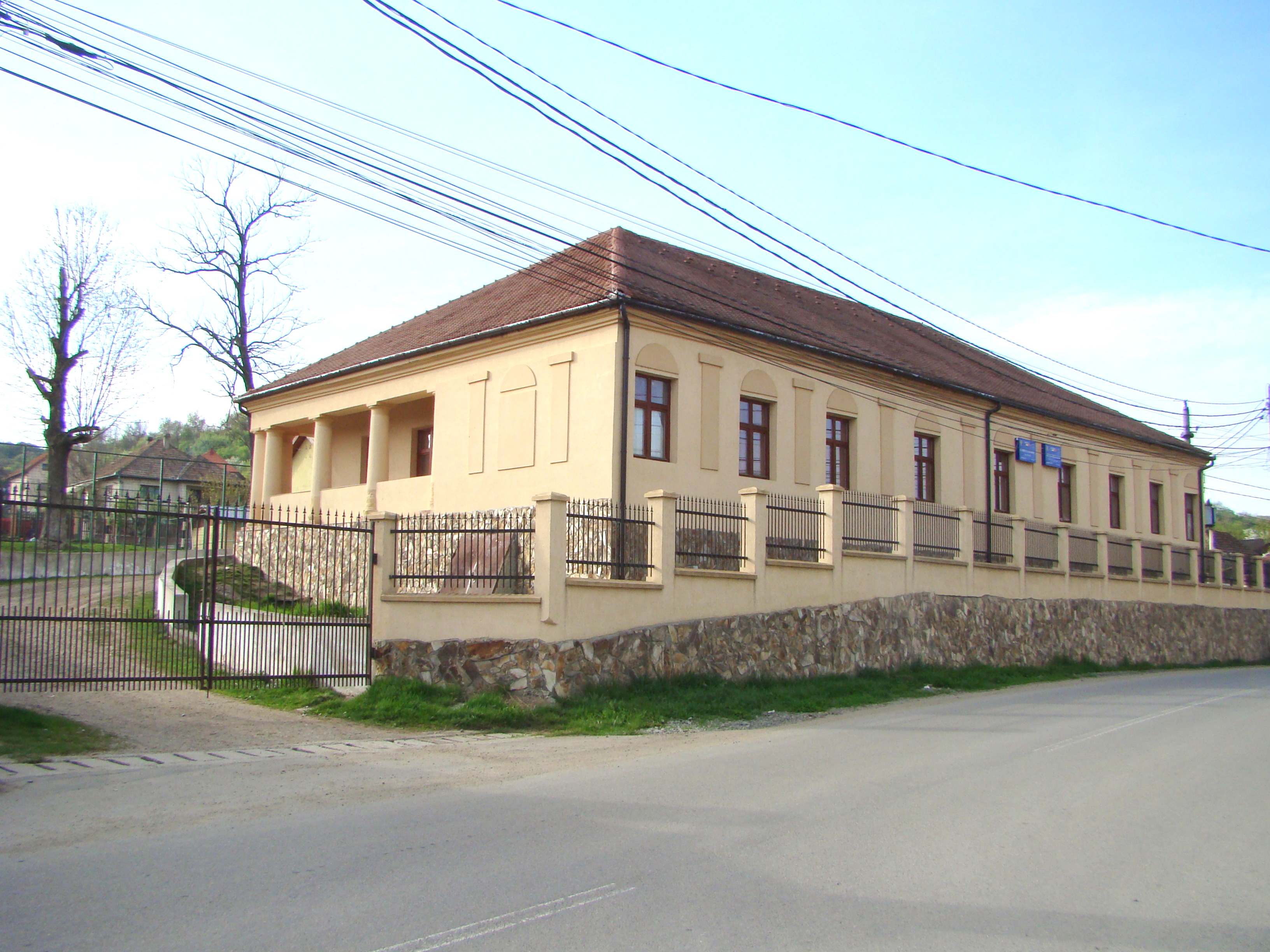
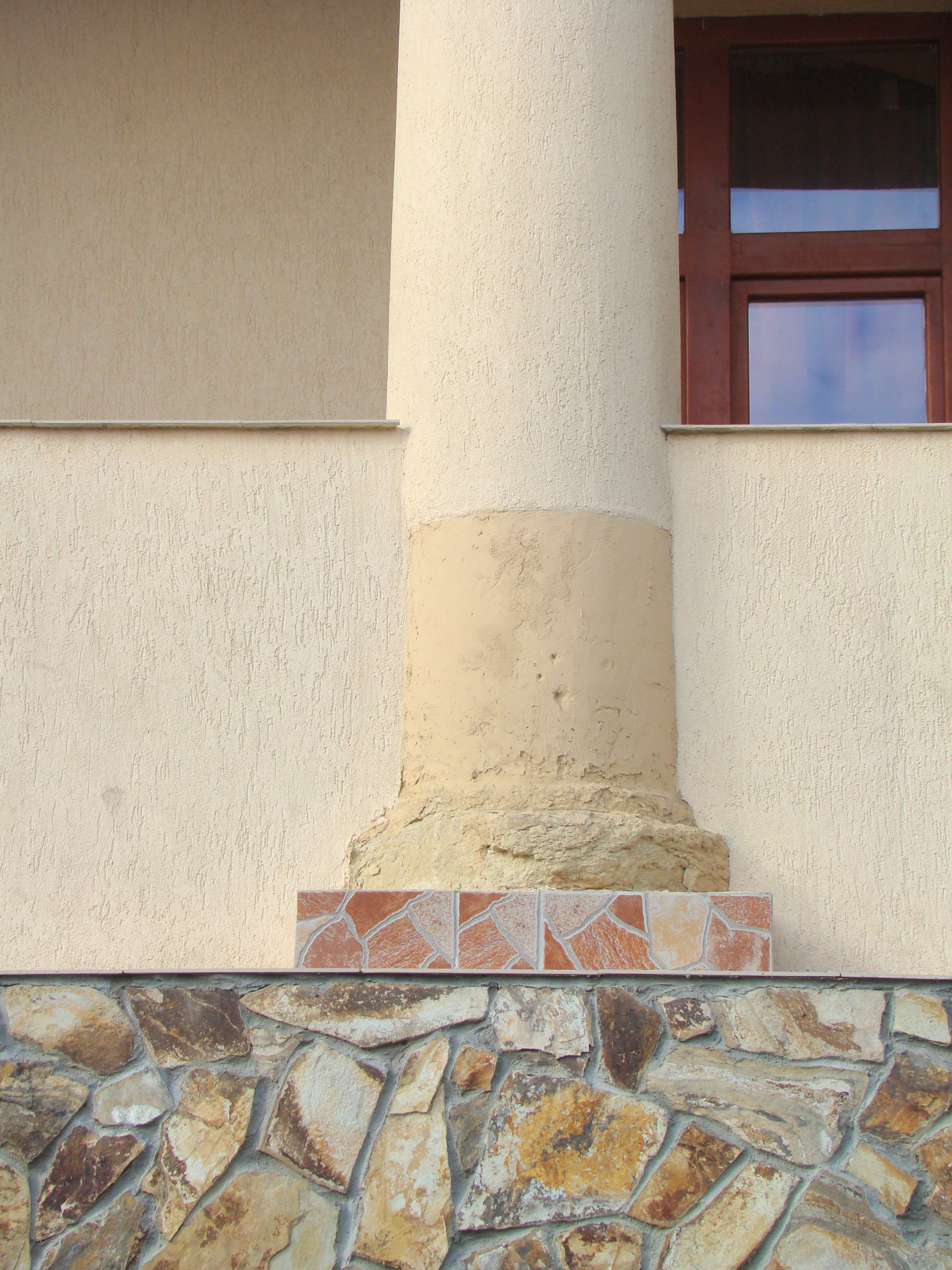
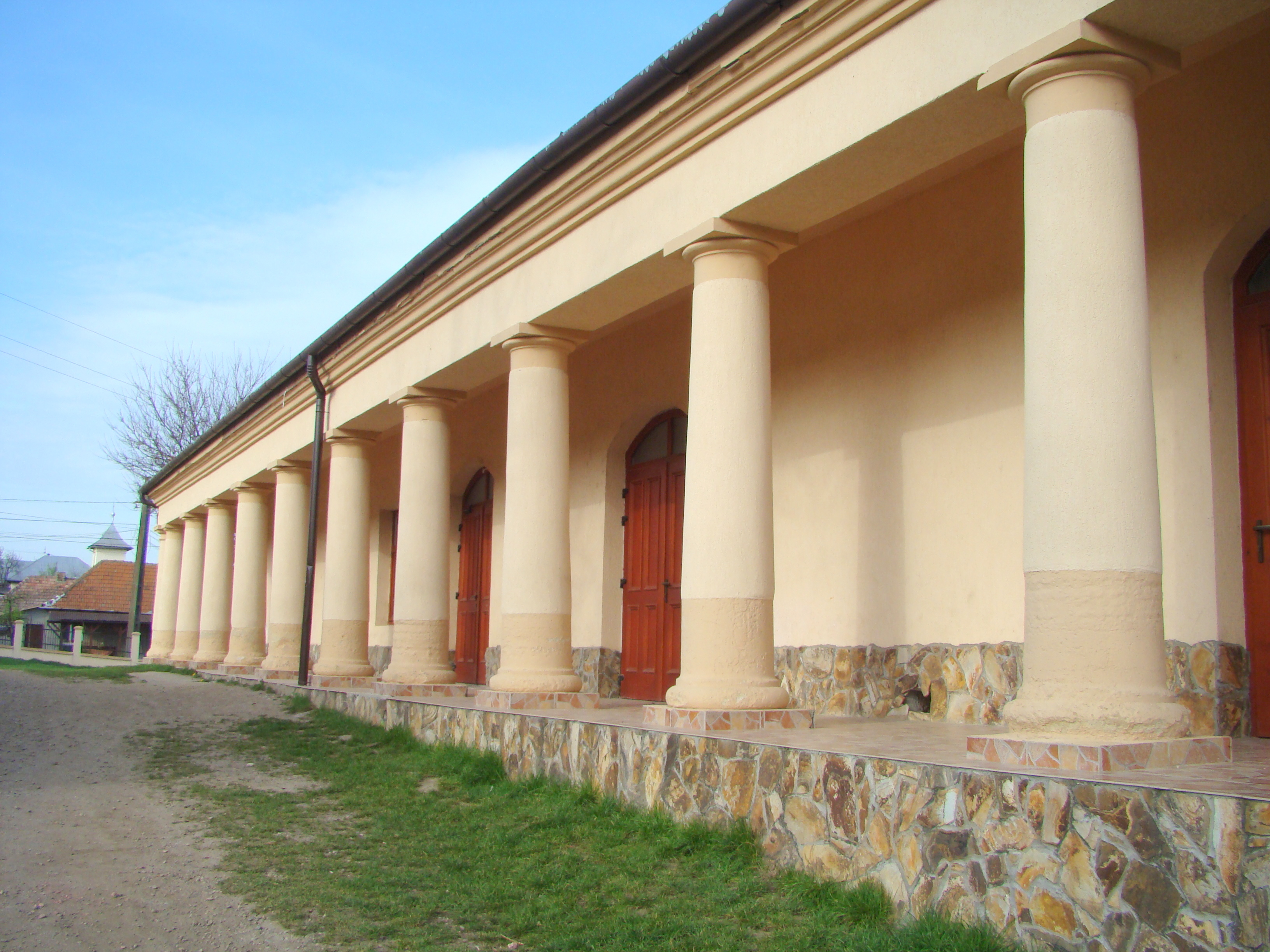
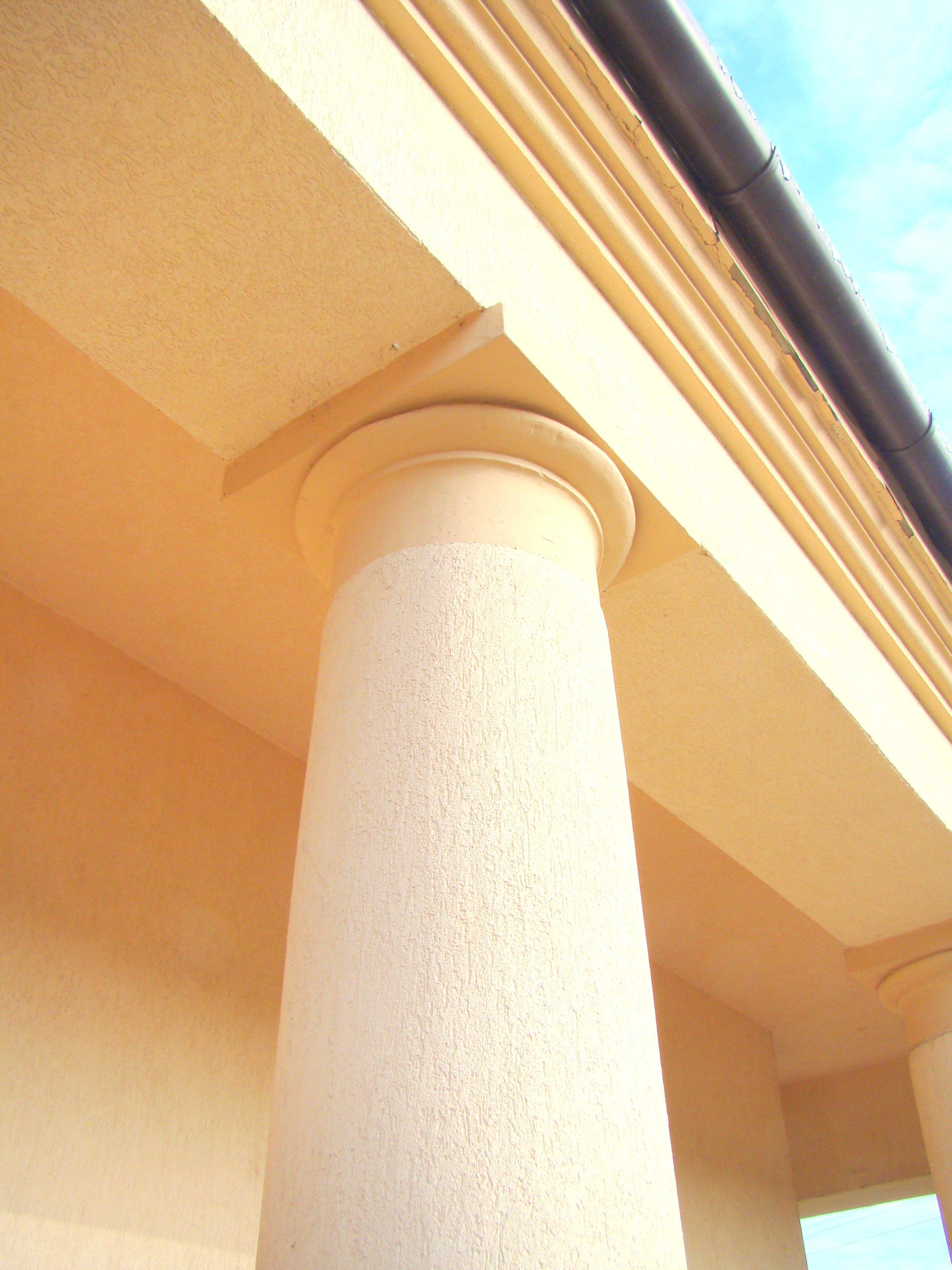
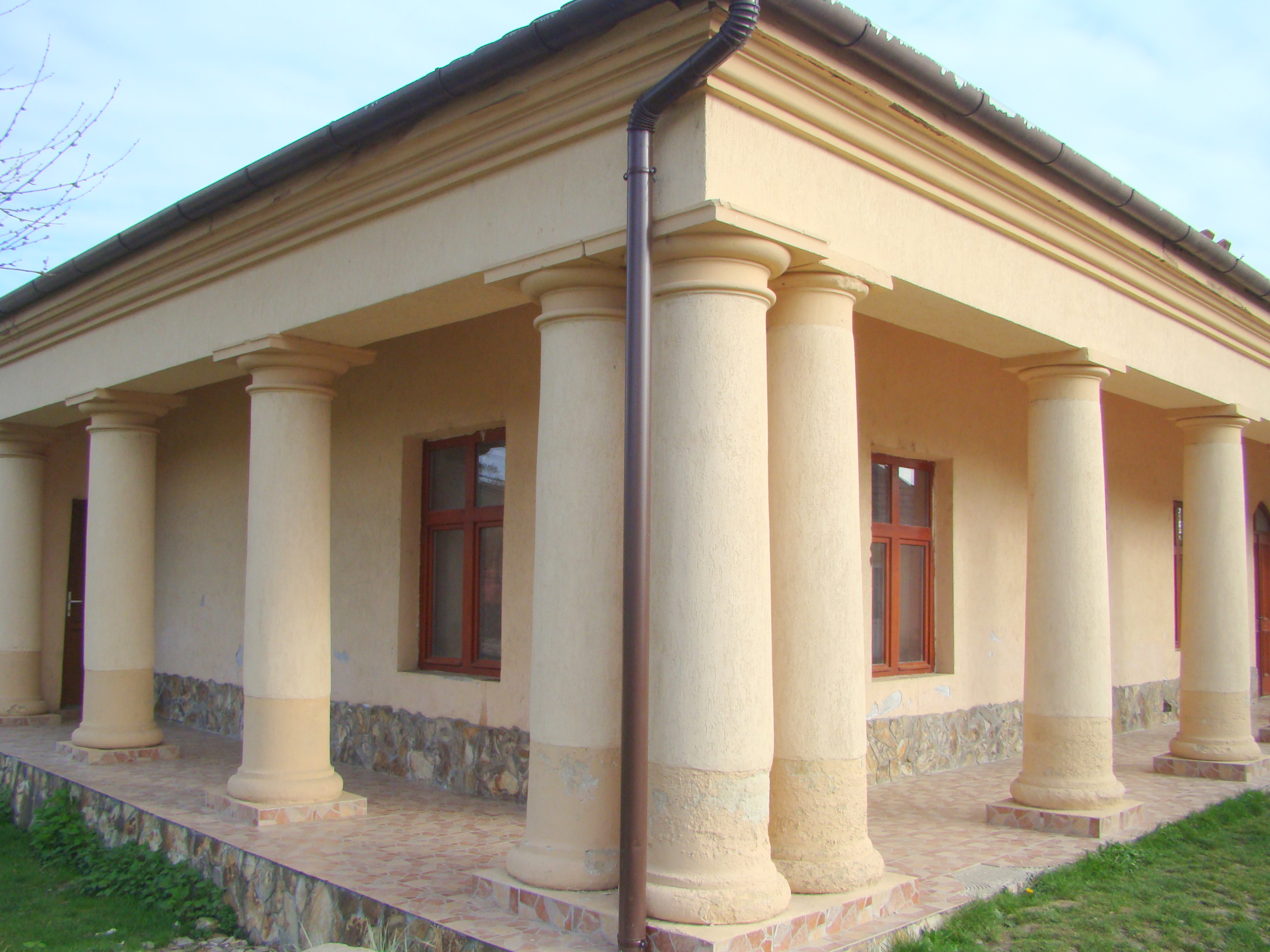
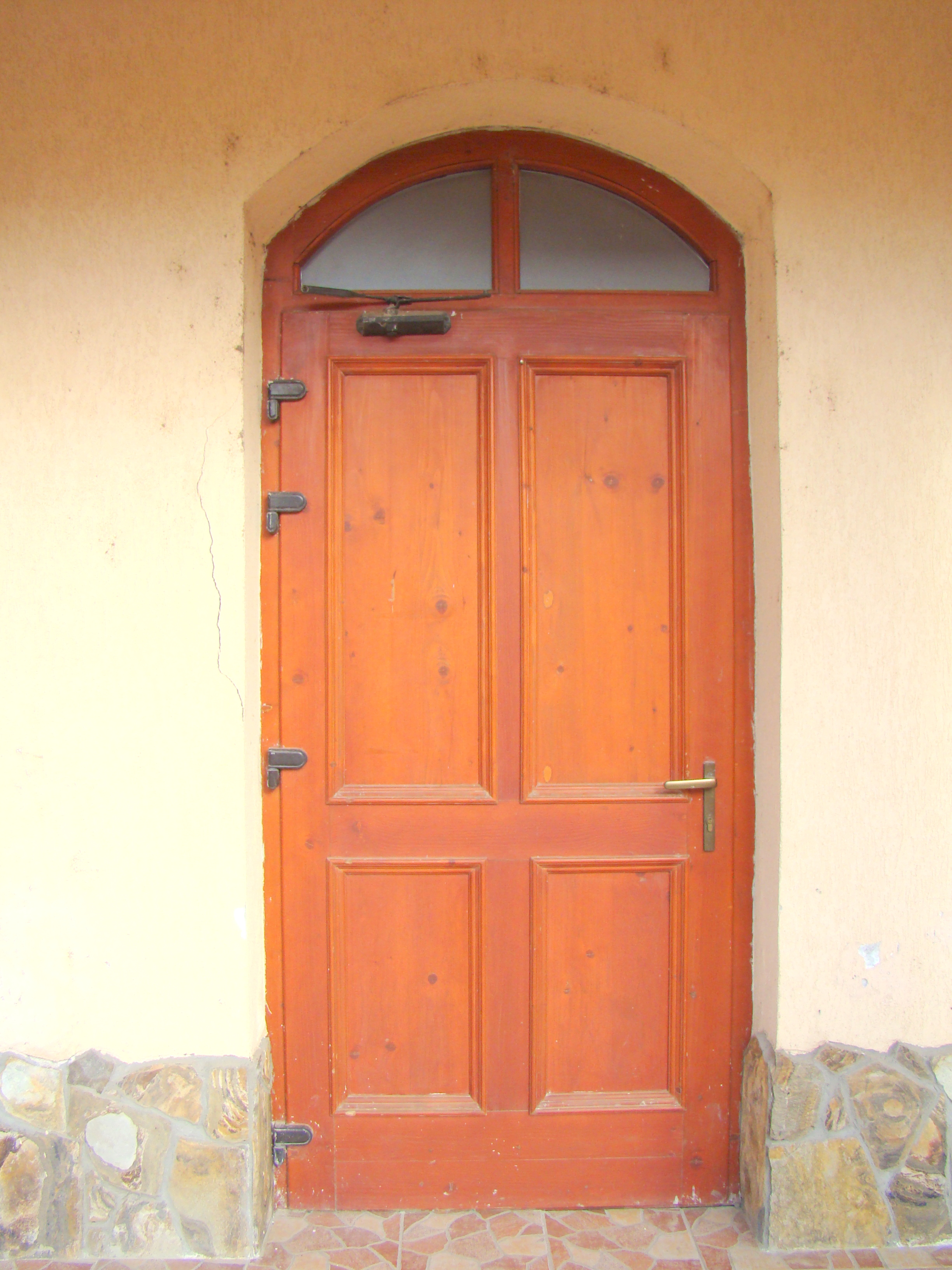
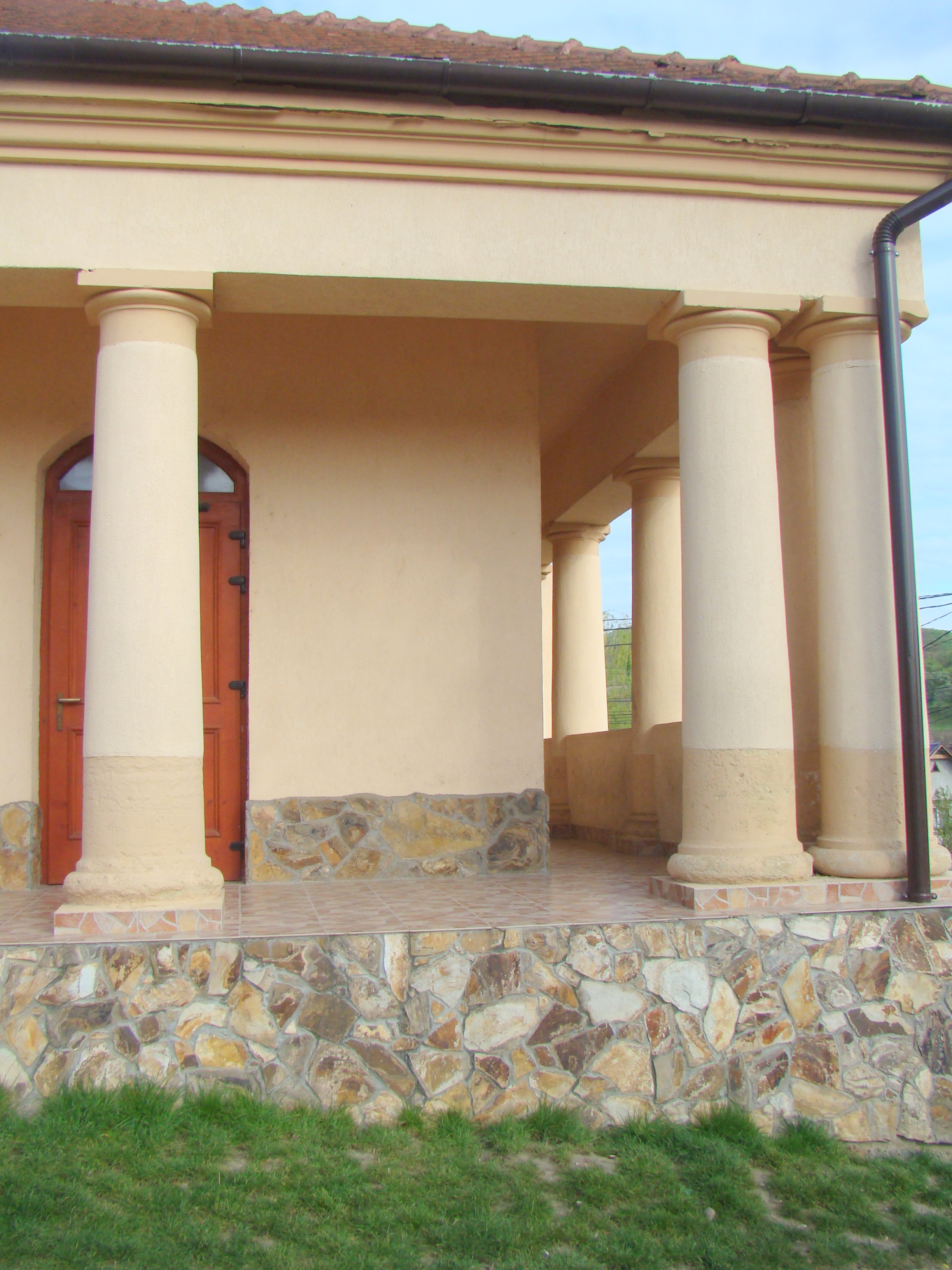
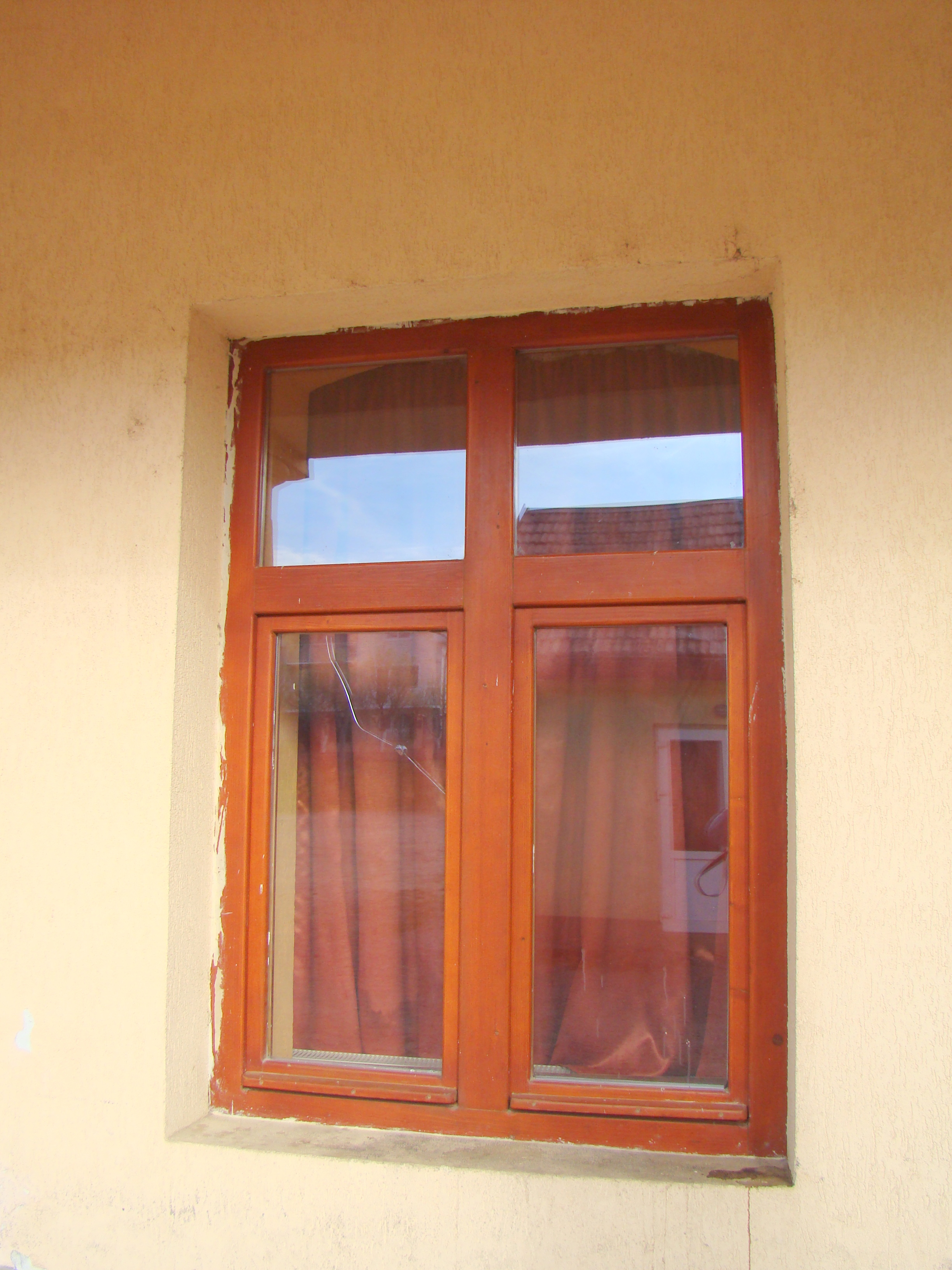
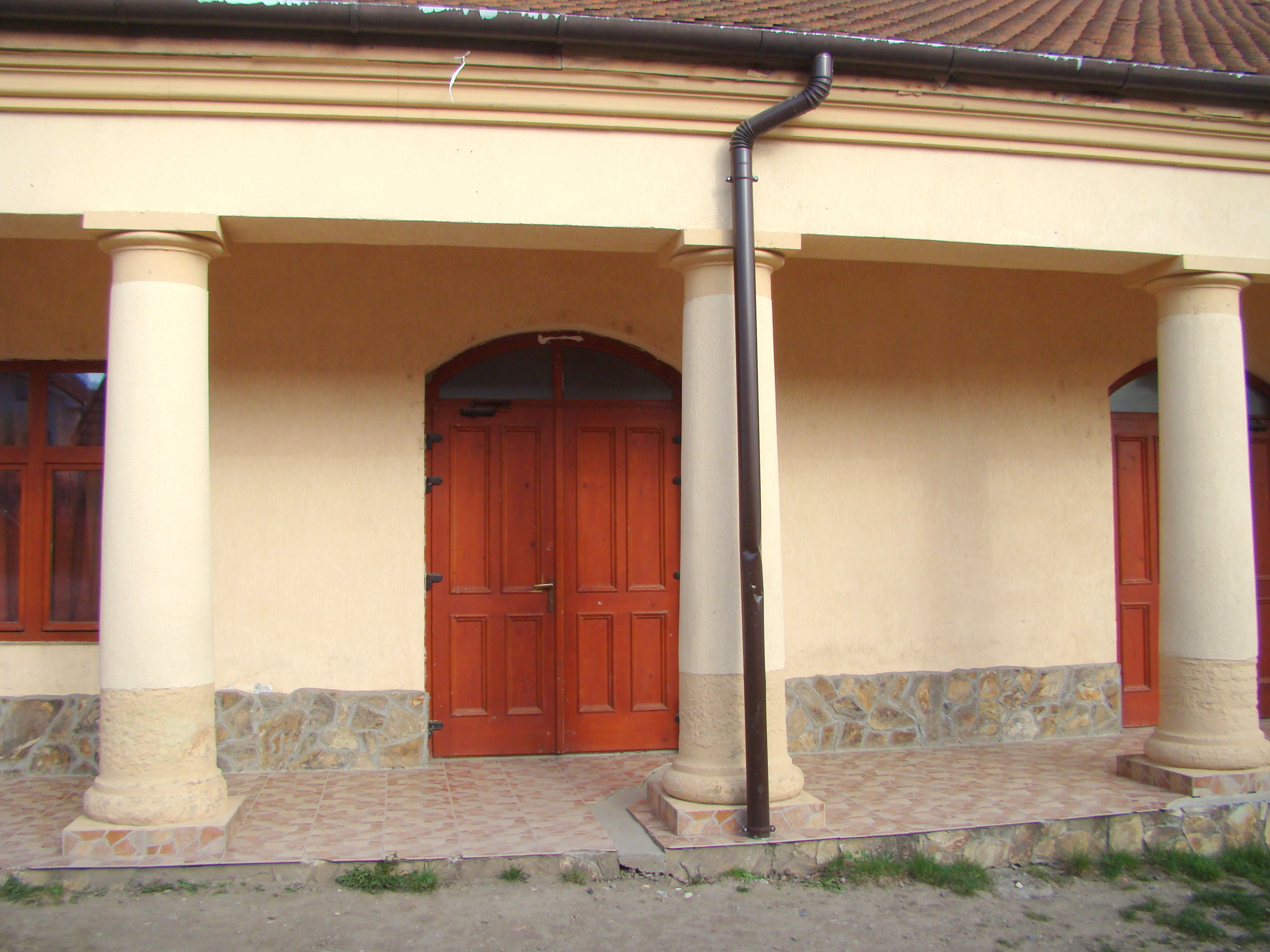
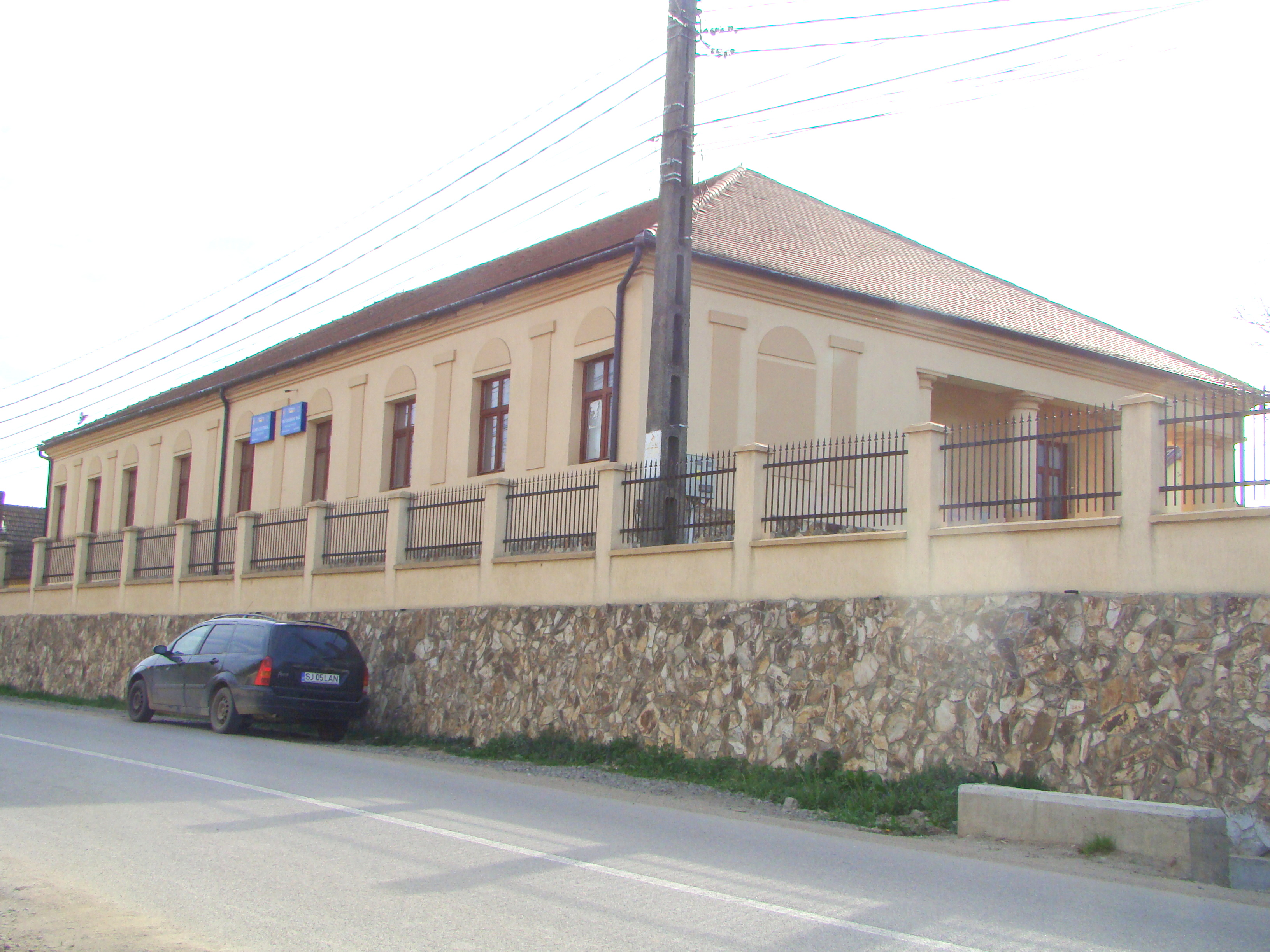
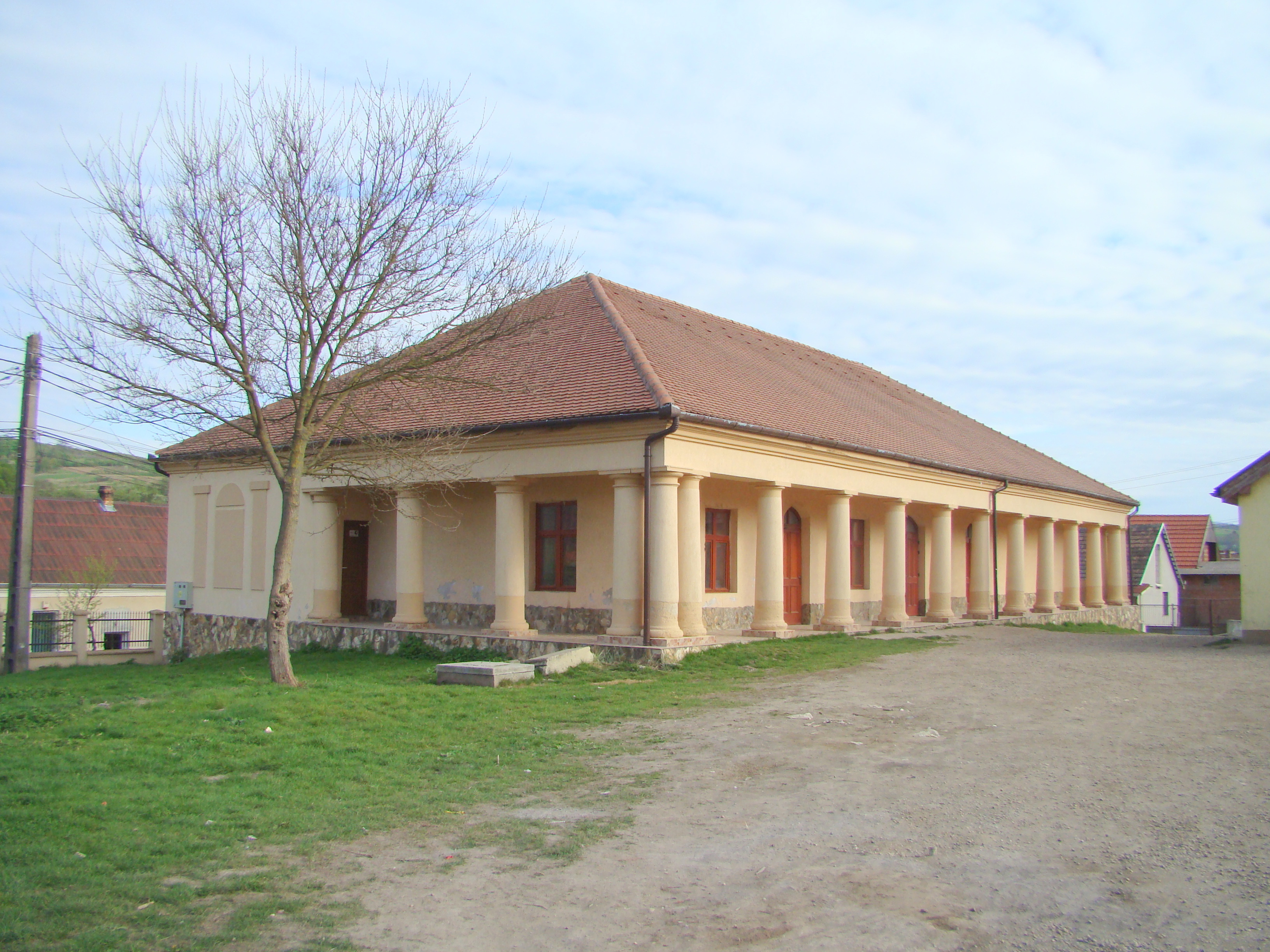
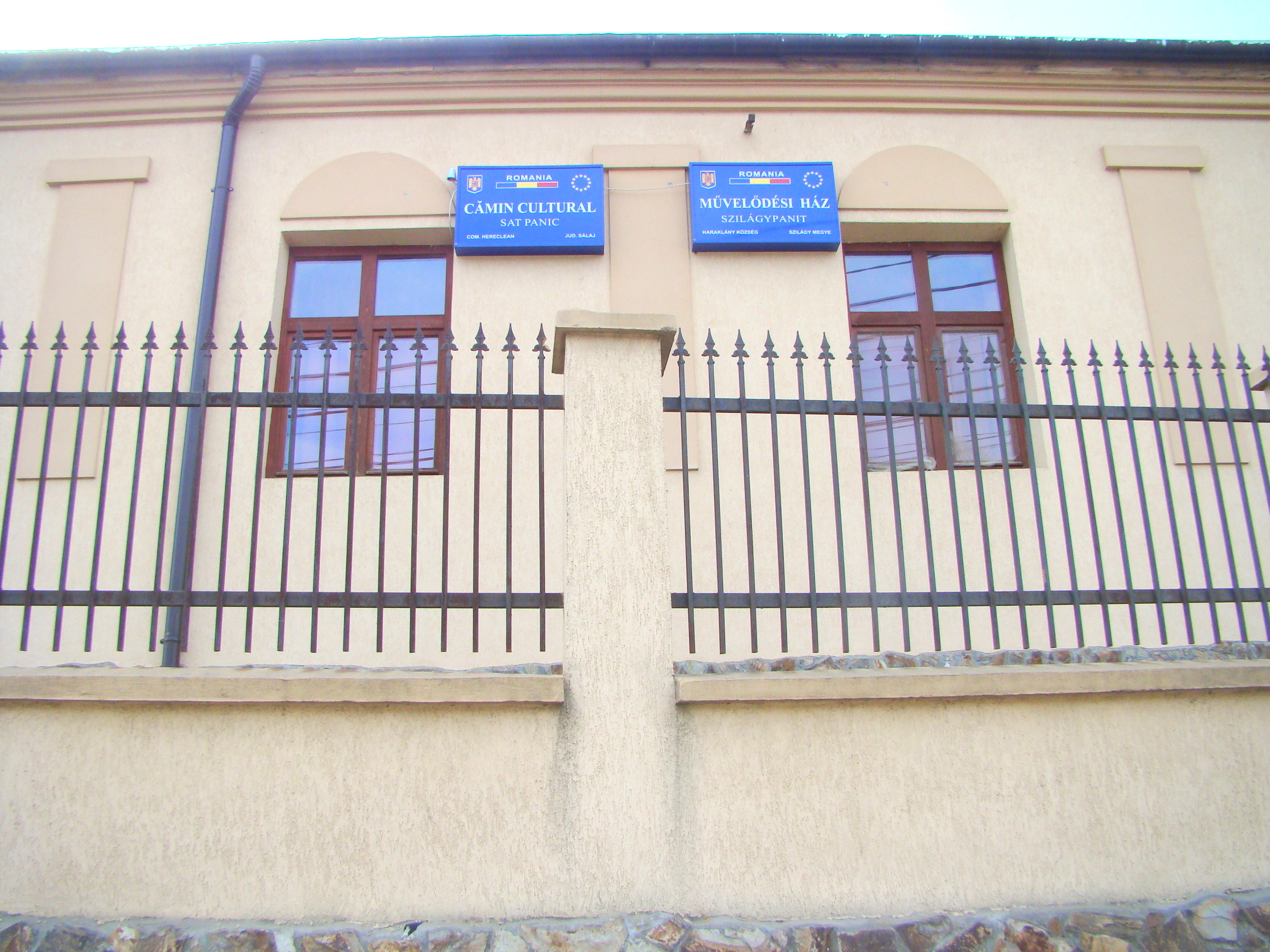
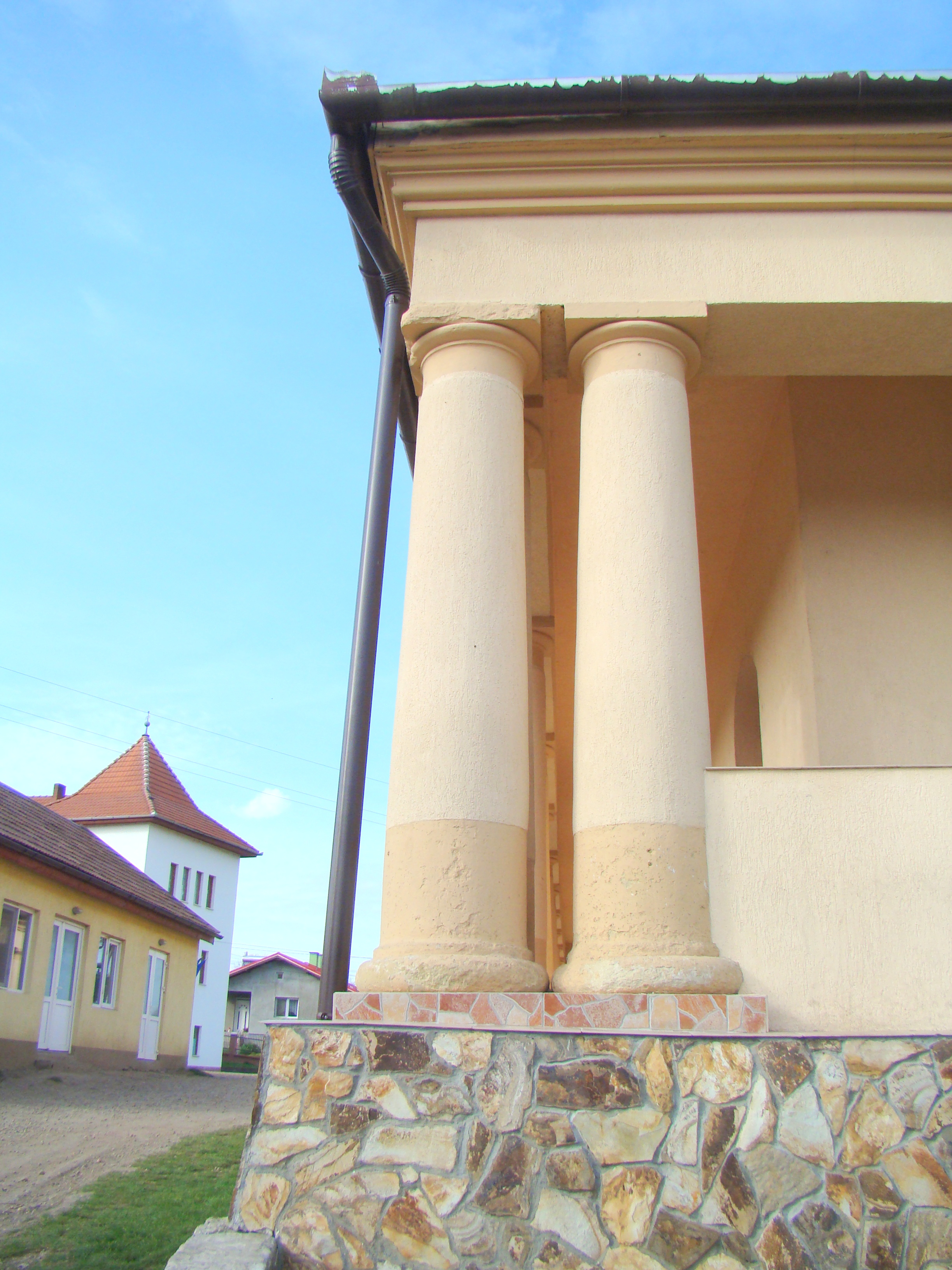
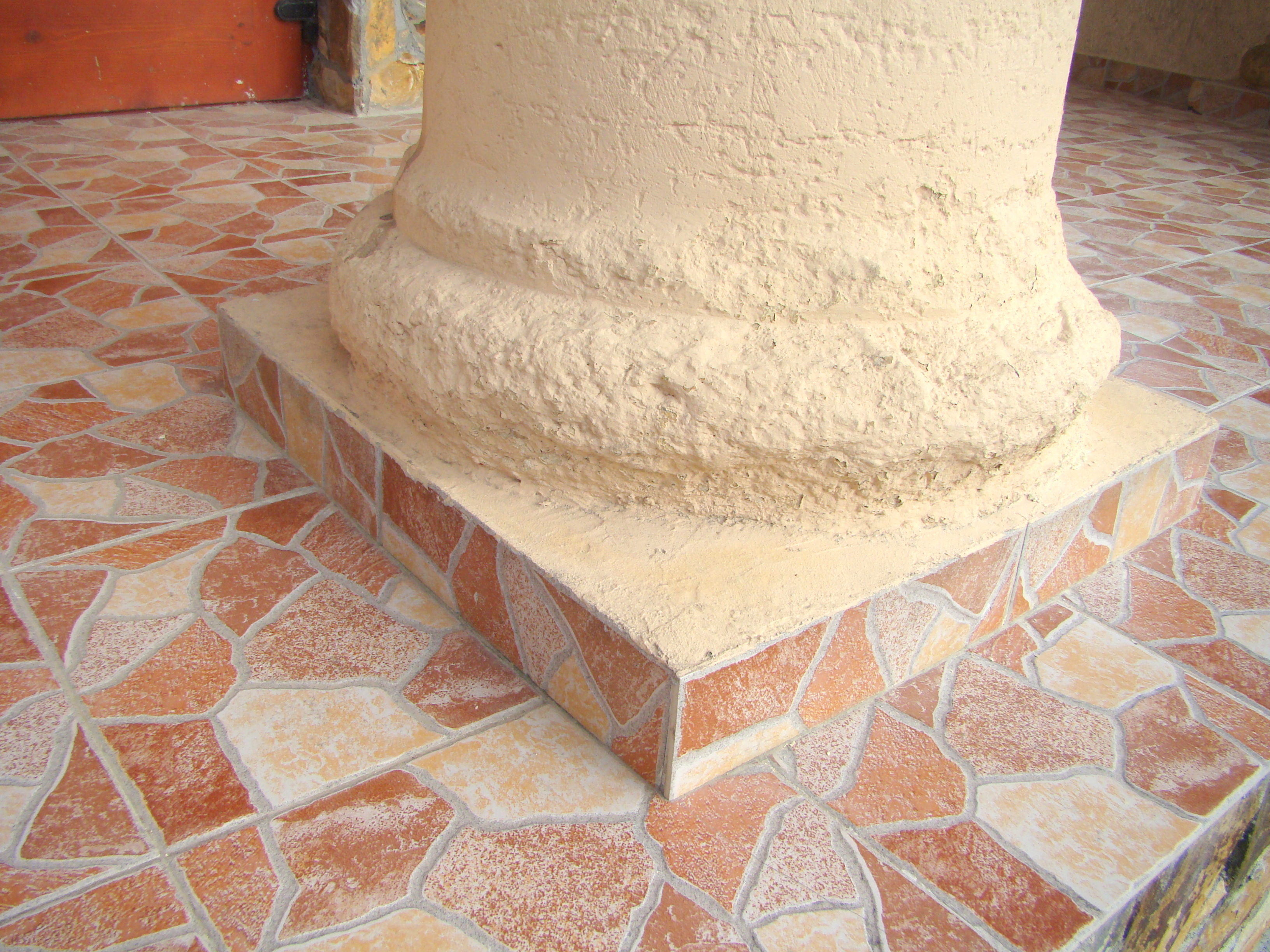
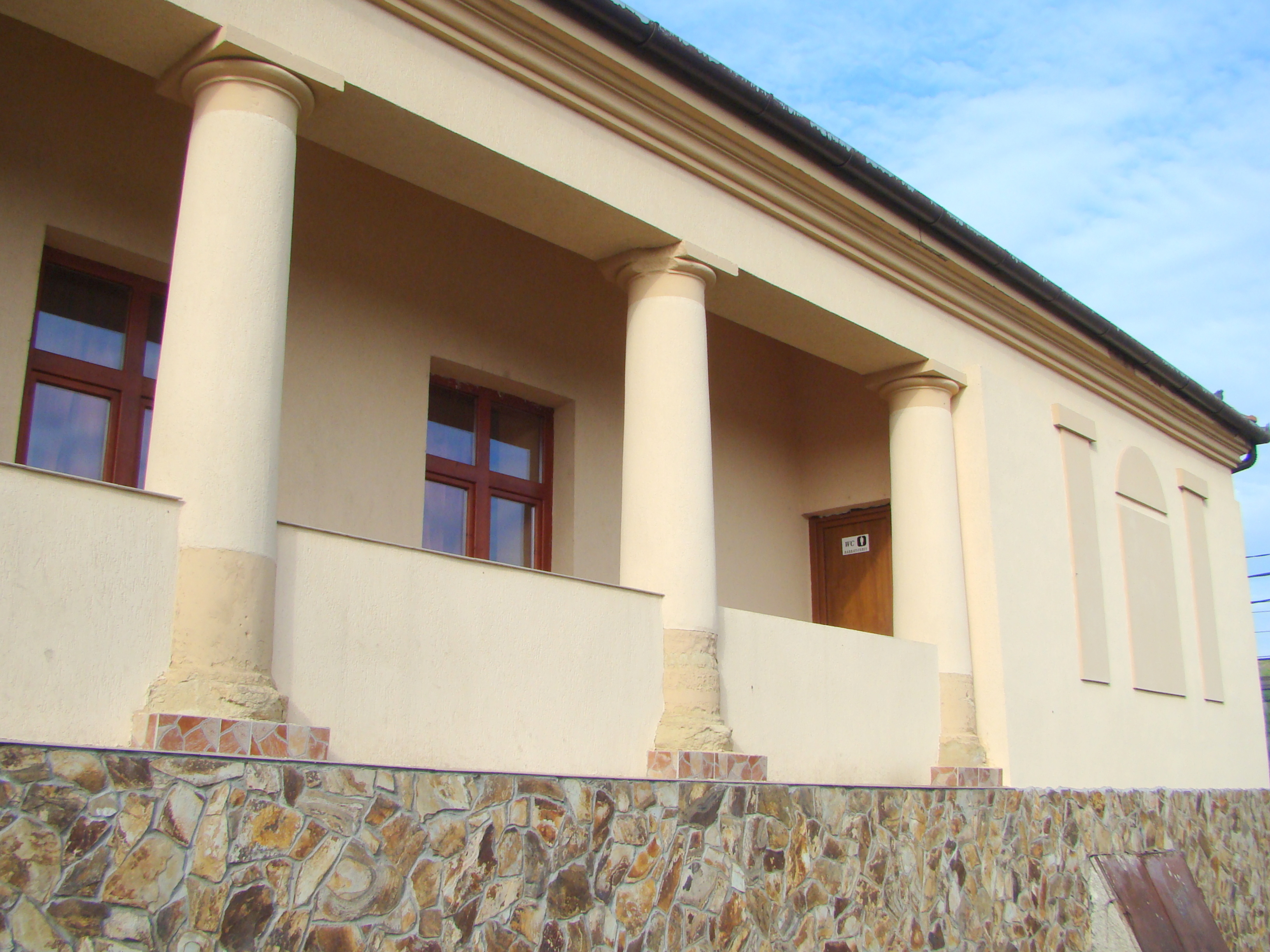
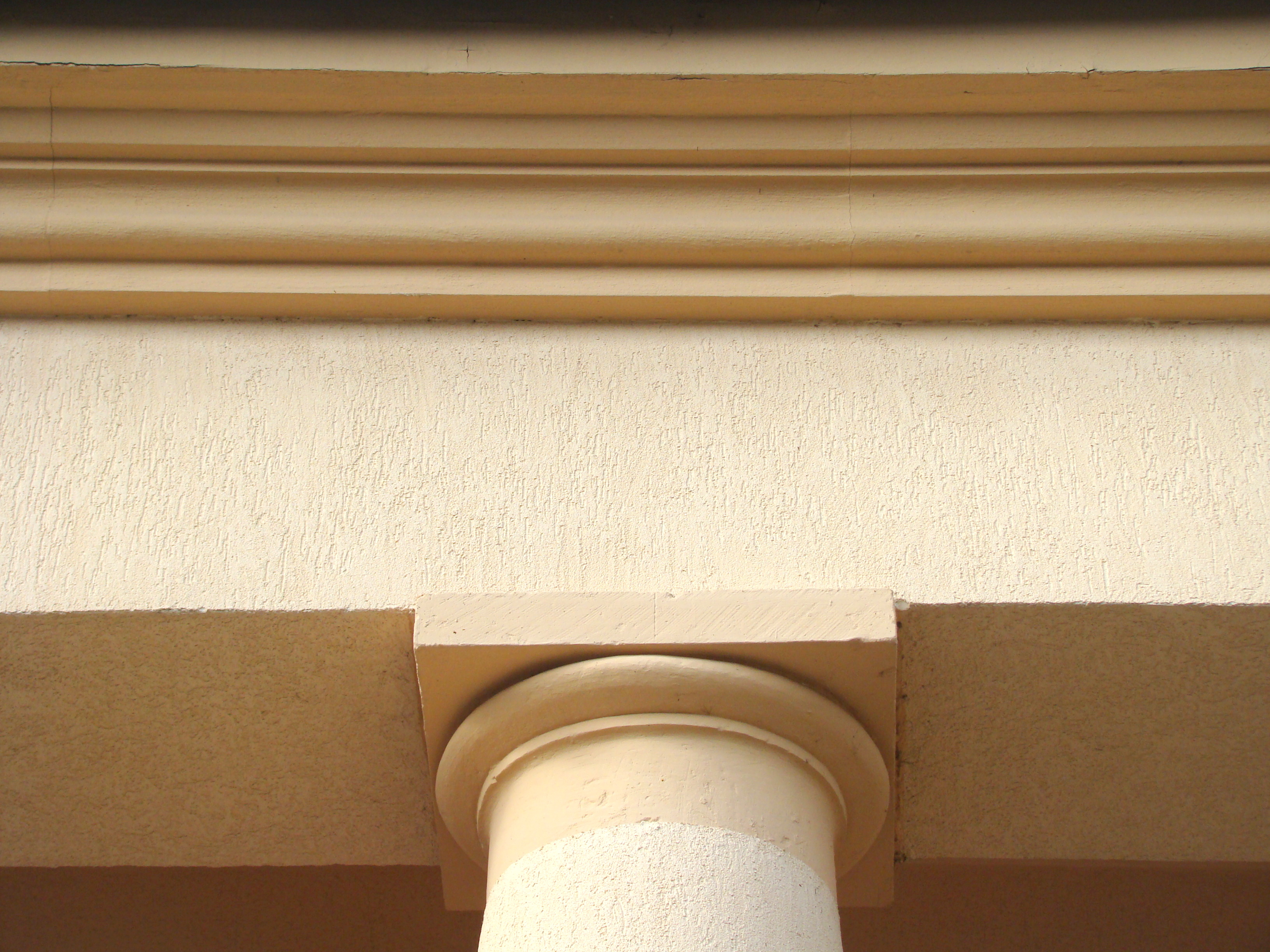
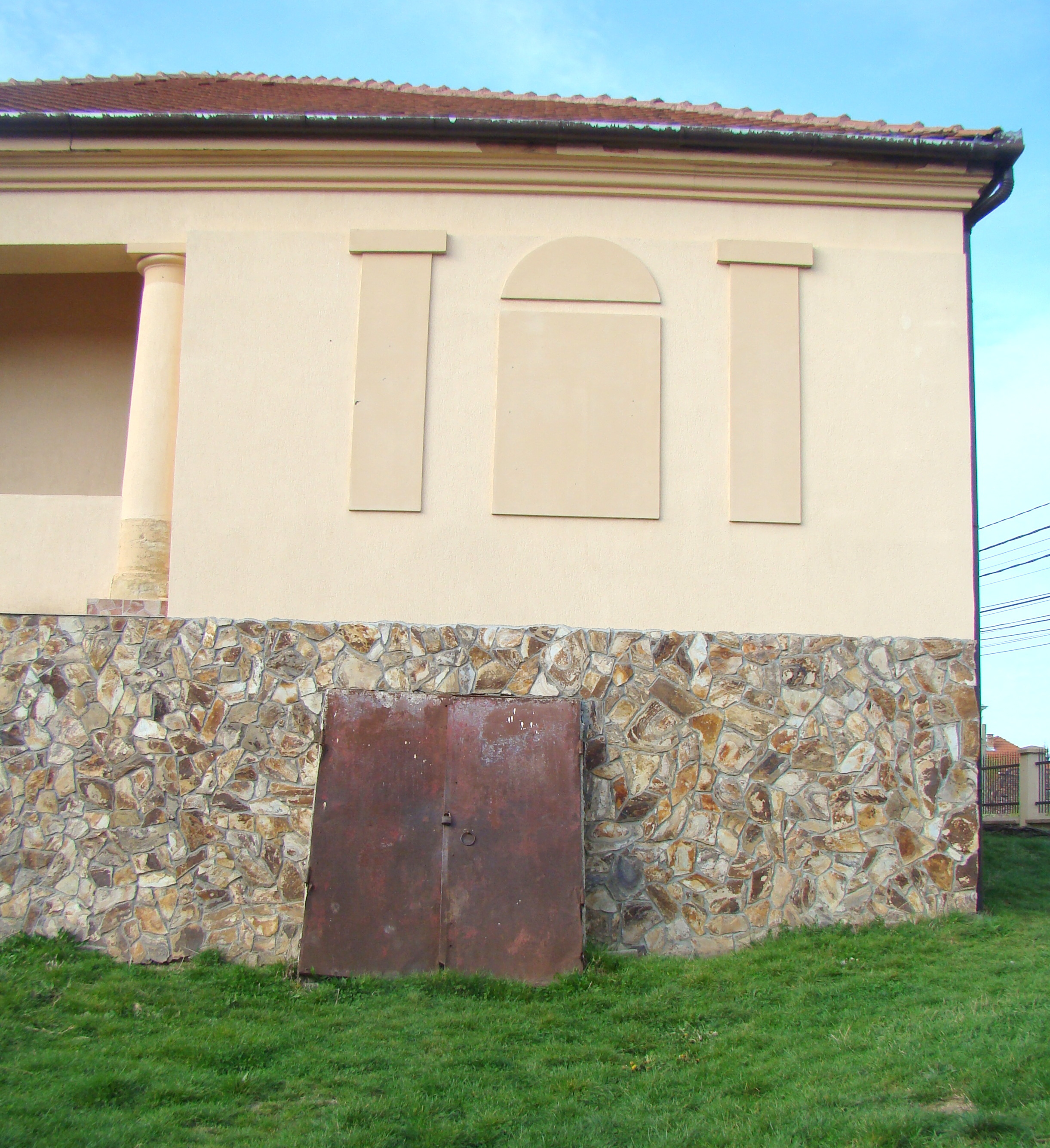
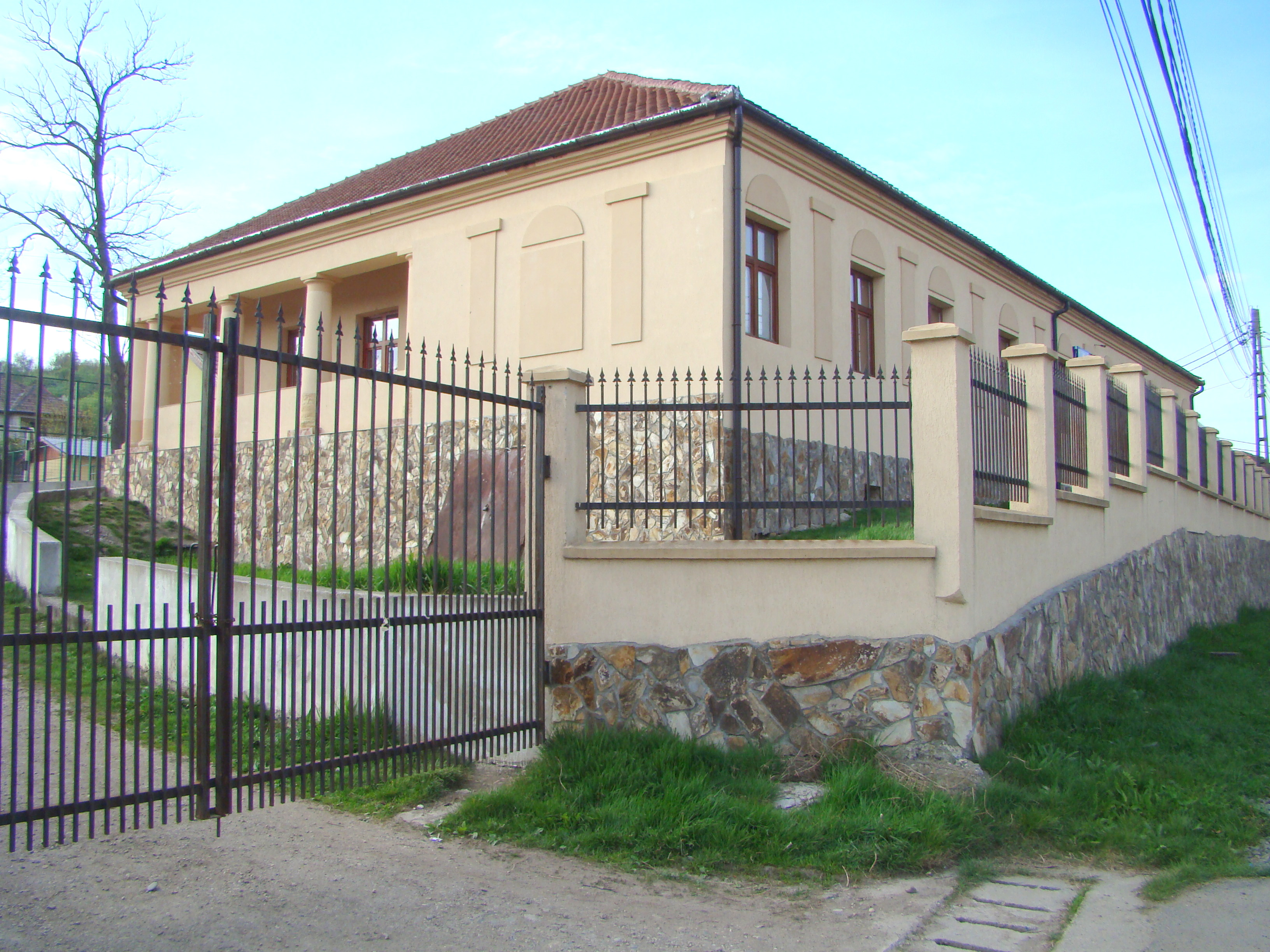

## Vezi și
- Panic, Sălaj